# Монарх білокрилий
Монарх білокрилий (Carterornis pileatus) — вид горобцеподібних птахів родини монархових (Monarchidae). Ендемік Індонезії.

## Підвиди
Виділяють два підвиди:
- C. p. pileatus (Salvadori, 1878) — острів Хальмахера;
- C. p. buruensis (Meyer, AB, 1884) — острів Буру.

Carterornis castus був описаний як окремий вид, однак довгий час вважався підвидом білокрилого монарха. В 2021 році Міжнародна спілка орнітологів визнав його окремим видом.

## Поширення і екологія
Білокрилі монархи живуть в рівнинних і гірських вологих тропічних лісах і на болотах.